# A74 (Groot-Brittannië)
De A74 is een 12 km lange hoofdverkeersweg in Schotland.
De weg Verbindt Glasgow met Viewpark.

## Hoofdbestemmingen
- Viewpark